# Marina Karella
Marina Karella (griechisch Μαρίνα Καρέλλα; * 17. Juli 1940 in Athen) ist eine griechische Künstlerin, die Skulpturen fertigt, malt und auch Bühnenbilder und Kostüme entwirft.

## Leben
Marina Karella ist die Tochter von Elly Chalikiopoulos und dem Unternehmer Theodoros Karellas.
1965 heiratete sie den Schriftsteller und Historiker Michael von Griechenland, Enkel von Georg I. von Griechenland aus dem Haus Glücksburg. Er verzichtete aufgrund seiner Eheschließung mit der bürgerlichen Karella auf die griechische Thronfolge. Nach der Eheschließung lebte das Paar in Marousi, einem Vorort von Athen. Sie haben zwei Töchter: Alexandra von Griechenland und Olga von Griechenland.
Karella verließ 1972 mit ihrer Familie Griechenland und lebte dann erst sechs Jahre in Paris und später in New York. Jedoch verbrachte sie die Sommerzeit meist in Griechenland und hielt so Kontakt zu ihrer Heimat.
2008 gründete sie zusammen mit ihrem Mann in Griechenland den Verein ELIZA, der sich gegen Gewalt und Missbrauch von Kindern einsetzt. Der Verein arbeitet mit den SOS-Kinderdörfern zusammen; er bietet einerseits Unterkunft für betroffene Kinder und schult andererseits Lehrer, Kinderärzte und andere Personen, die sich beruflich mit der Kinderfürsorge befassen, um Missbrauch zu erkennen und vorzubeugen. Karella ist Präsidentin des Vereins, der eine Nichtregierungsorganisation (NGO) ist.

## Karriere
Karella malte schon als Kind gern und soll die Wände ihres Elternhauses mit ihren Bildern verziert haben. Sie besuchte nach der Schule die private Kunstschule Vakalo in Athen und war Schülerin von Panagiotis Tetsis. Von 1960 bis 1963 studierte sie an der Hochschule der Bildenden Künste Athen (Ανωτάτη Σχολή Καλών Τεχνών) bei Giannis Tsarouchis. Anschließend setzte sie ihre Studien an der École des Beaux-Arts in Paris sowie an der Internationalen Sommerakademie für Bildende Kunst Salzburg unter Oskar Kokoschka fort.
Nachdem sie ihrem Lehrer Tsarouchis mehrmals bei seinen bühnenbildnerischen Arbeiten assistiert hatte, entwarf sie 1961 zum ersten Mal eigenverantwortlich ein Bühnenbild. Beauftragt von dem griechischen Theaterregisseur Dimitris Horn kreierte sie die Kulissen für Gogols Aufzeichnungen eines Wahnsinnigen, das von Horn als Theaterstück adaptiert worden war.
1966 wurde sie zum ersten Mal in Italien auf dem Festival dei Due Mondi ausgestellt und erregte mit ihren Kunstwerken großes Interesse.
In den 70er Jahren entwarf Karella weitere Bühnenbilder und Kleider für Opernaufführungen in Griechenland; ihre Arbeit war in Monteverdis Oper L’incoronazione di Poppea (1978 und 1979), aufgeführt in der Nationaloper, zu bewundern. Sie kreierte auch das Bühnenbild der Vorstellung des Theaterstücks Elektra (Epidaurus 1984). Zusammen mit Niki de Saint-Phalle arbeitete sie bei dem Film Un reve plus long que la nuit (1976) mit. Parallel zu ihren bühnenbildnerischen Arbeiten schuf sie Skulpturen und Bilder.
2005 veranstaltete das Athener Neue Benaki Museum eine große Retrospektive zu ihrem Werk. Dabei wurden vier Schaffensperioden gezeigt: Die weißen Malereien und Skulpturen aus den 70er Jahren, dunkelfarbige Werke in öffentlichen Einrichtungen aus den 80er Jahren, sowie die bis heute von ihr gemalten Landschaftsbilder und mit Wasserfarben gemalten Porträts. Anlässlich dieser Retrospektive wurden ihre Bilder folgendermaßen charakterisiert:

«… αποπνέουν μια αίσθηση μυστηρίου και παροτρύνουν τον θεατή να μην παγιδευθεί σε μια ερμηνεία αλλά να περιπλανηθεί, να νιώσει την ελευθερία και να ταξιδέψει σε δικούς του κόσμους.»

„… sie strahlen eine geheimnisvolle Aura aus und regen den Betrachter an, sich nicht in Interpretationen einfangen zu lassen, sondern vielmahr eine Freiheit zu spüren, in seiner eigenen Welt zu reisen.“

Ihre Kunst, so hieß es weiter, zeuge sowohl von ihrer griechischen Herkunft, als auch von dem Einfluss anderer Kulturen.
Karellas Werke waren in zahlreichen Ausstellungen in New York, Los Angeles, Athen, Madrid, Brüssel, Rom und London zu sehen. Unter anderem finden sich Bilder und Skulpturen von ihr im Museum für zeitgenössische Kunst (Andros), im Makedonischen Museum der Modernen Kunst und im Musée d’Art Moderne (Centre Georges-Pompidou) in Paris.

## Ausstellungen (Auswahl)
- 1966 Festival dei Due Mondi, Spoleto (Italien)
- 1971 Galeria Levi, Mailand[5]
- 2005 Retrospektive Marina Karella, Neues Benaki Museum, Athen
- 2012 Το μονοπάτι είναι μακρύ, απροσδόκητο, μαγευτικό (Der Weg ist weit, unerwartet und zauberhaft), Galerie Zoumboulaki, Athen